# Glossata
Glossata (Fabricius 1775) là một phân bộ côn trùng trong bộ Cánh vẩy. Phân bộ này gồm 5 cận bộ. 

## Phân loài
Phân bộ Glossata
Cận bộ Dacnonypha
Cận bộ Lophocoronina
Cận bộ Neopseustina
Cận bộ Exoporia
Cận bộ Heteroneura

### Cận bộDacnonypha

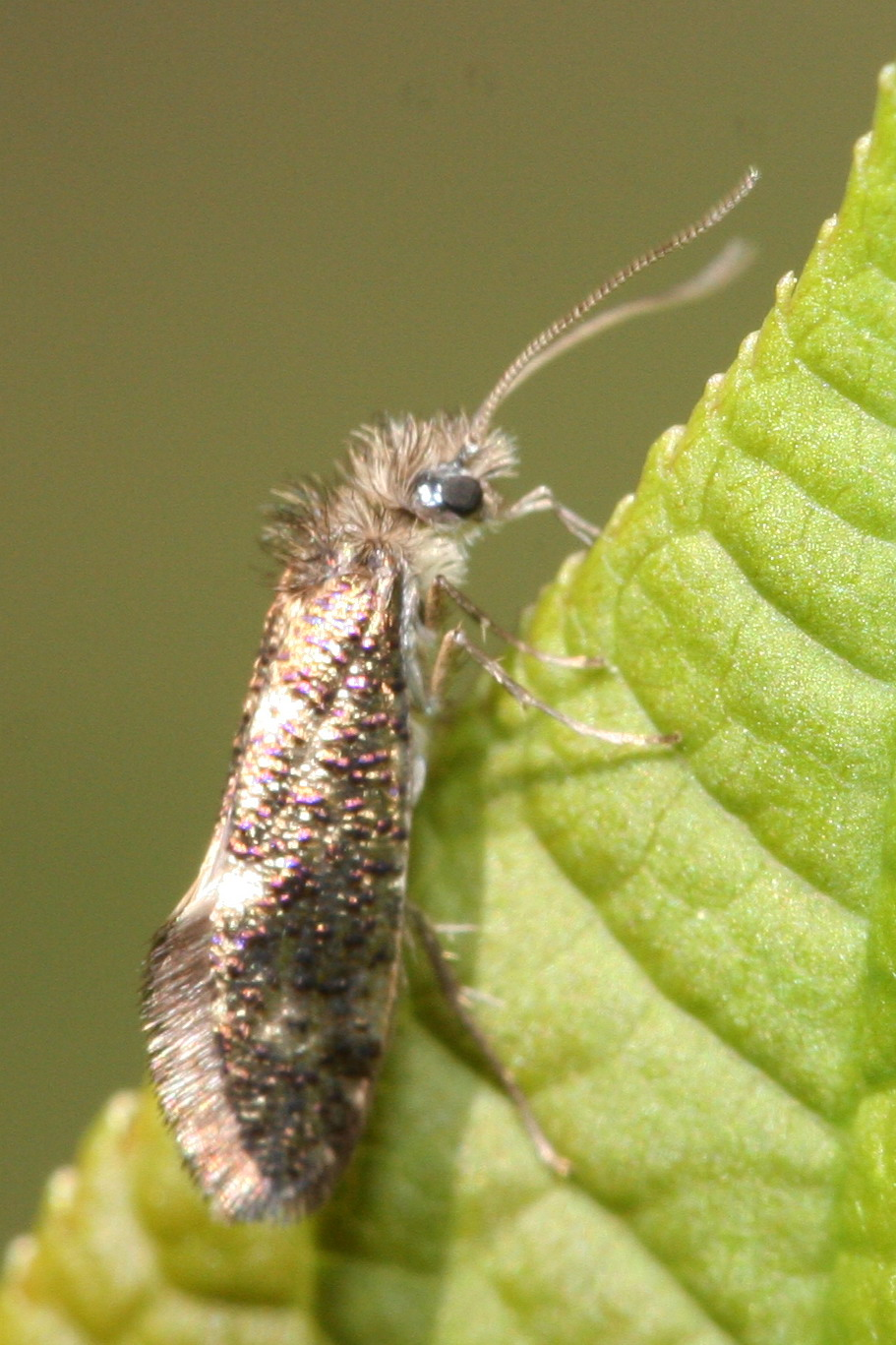
Dyseriocrania subpurpurella, an eriocranid moth.

- Liên họ Eriocranioidea
  - Họ Eriocraniidae
  - Họ Acanthopteroctetidae

### Cận bộLophocoronina
- Liên họ Lophocoronoidea
  - Họ Lophocoronidae

### Cận bộNeopseustina
- Liên họ Neopseustoidea
  - Họ Neopseustidae

### Cận bộExoporia

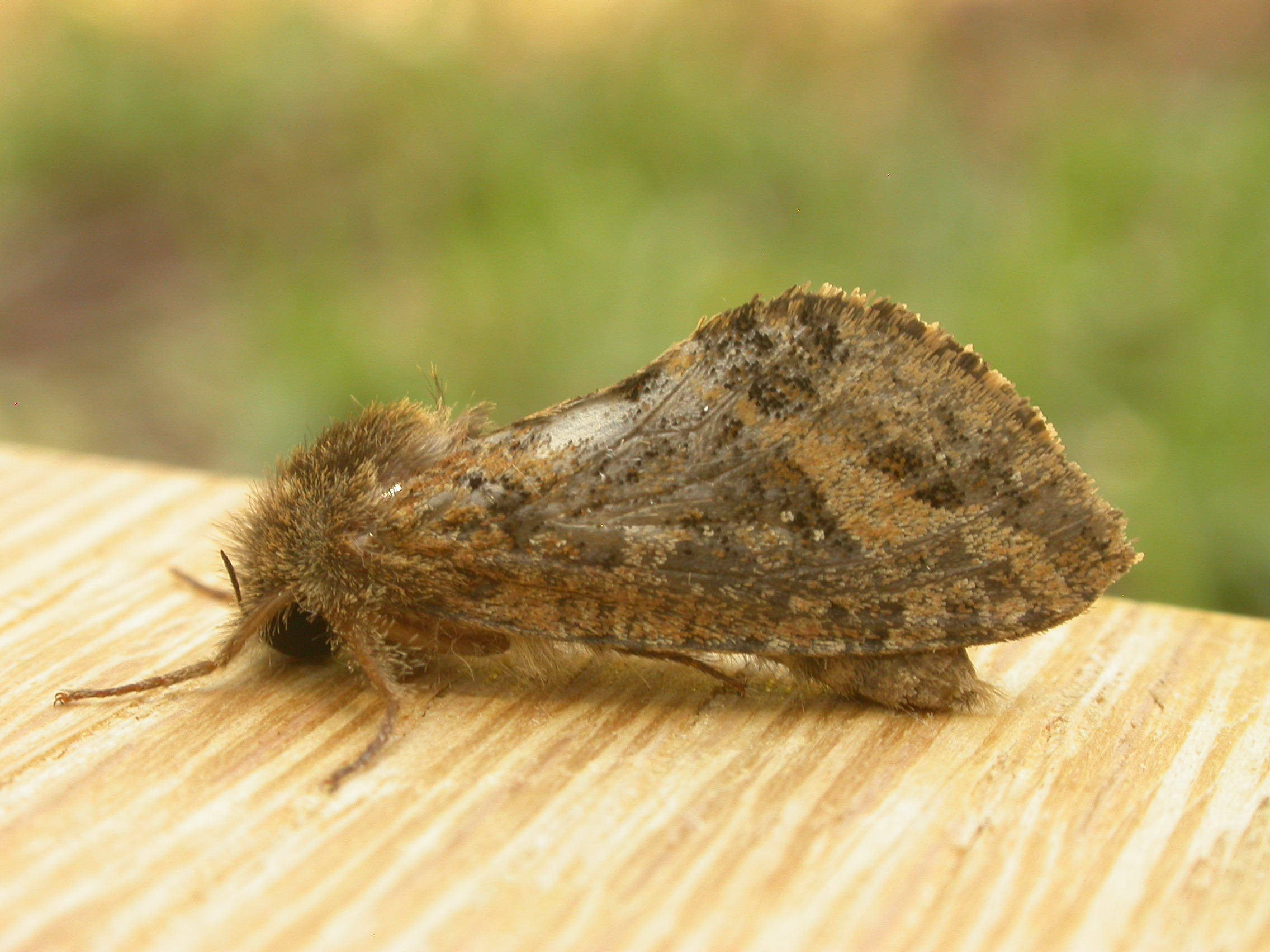
Oncopera brunneata, a hepalialid moth.

- Liên họ Mnesarchaeoidea
  - Họ Mnesarchaeidae
- Liên họ Hepialoidea
  - Họ Anomosetidae
  - Họ Hepialidae
  - Họ Neotheoridae
  - Họ Palaeosetidae
  - Họ Prototheoridae

### Cận bộHeteroneura

#### DivisionMonotrysia

##### SectionNepticulina
- Liên họ Andesianoidea
  - Họ Andesianidae
- Liên họ Nepticuloidea
  - Họ Nepticulidae
  - Họ Opostegidae
- Liên họ Tischerioidea
  - Họ Tischeriidae
- Liên họ Palaephatoidea
  - Họ Palaephatidae

##### SectionIncurvariina
- Liên họ Incurvarioidea
  - Họ Incurvariidae
  - Họ Cecidosidae
  - Họ Prodoxidae
  - Họ Adelidae
  - Họ Heliozelidae
  - Họ Crinopterygidae

#### DivisionDitrysia

##### SectionTineina

###### SubsectionTineina
- Liên họ Tineoidea
  - Họ Acrolophidae
  - Họ Arrhenophanidae
  - Họ Eriocottidae
  - Họ Lypusidae
  - Họ Psychidae
  - Họ Tineidae
- Liên họ Gracillarioidea
  - Họ Bucculatricidae
  - Họ Douglasiidae
  - Họ Gracillariidae
  - Họ Roeslerstammiidae
- Liên họ Schreckensteinioidea
  - Họ Schreckensteiniidae
- Liên họ Gelechioidea
  - Họ Agonoxenidae
  - Họ Batrachedridae
  - Họ Blastobasidae
  - Họ Coleophoridae
  - Họ Cosmopterigidae
  - Họ Elachistidae
  - Họ Ethmiidae
  - Họ Gelechiidae
  - Họ Holcopogonidae
  - Họ Lecithoceridae
  - Họ Metachandidae
  - Họ Momphidae
  - Họ Oecophoridae
  - Họ Pterolonchidae
  - Họ Scythrididae
  - Họ Symmocidae
- Liên họ Copromorphoidea
  - Họ Copromorphidae
  - Họ Alucitidae
  - Họ Carposinidae
  - Họ Epermeniidae
- Liên họ Yponomeutoidea
  - Họ Acrolepiidae
  - Họ Bedelliidae
  - Họ Glyphipterigidae
  - Họ Heliodinidae
  - Họ Lyonetiidae
  - Họ Plutellidae
  - Họ Yponomeutidae
  - Họ Ypsolophidae
- Liên họ Immoidea
  - Họ Immidae
- Liên họ Pyraloidea
  - Họ Hyblaeidae
  - Họ Thyrididae
  - Họ Pyralidae
  - Họ Crambidae
- Liên họ Pterophoroidea
  - Họ Tineodidae
  - Họ Pterophoridae
- Liên họ Galacticoidea
  - Họ Galacticidae
- Liên họ Simaethistoidea
  - Họ Simaethistidae
- Liên họ Whalleyanoidea
  - Họ Whalleyanidae

###### SubsectionSesiina
- Liên họ Sesioidea
  - Họ Brachodidae
  - Họ Castniidae
  - Họ Sesiidae
  - Họ Urodidae
  - Họ Choreutidae
- Liên họ Zygaenoidea
  - Họ Heterogynidae
  - Họ Zygaenidae
  - Họ Himantopteridae
  - Họ Lacturidae
  - Họ Somabrachyidae
  - Họ Megalopygidae
  - Họ Aididae
  - Họ Anomoeotidae

##### SectionCossina

###### SubsectionCossina
- Liên họ Cossoidea
  - Họ Cossidae
  - Họ Dudgeoneidae
- Liên họ Zygaenoidea
  - Họ Cyclotornidae
  - Họ Epipyropidae
  - Họ Dalceridae
  - Họ Limacodidae
- Liên họ Tortricoidea
  - Họ Tortricidae

###### SubsectionBombycina

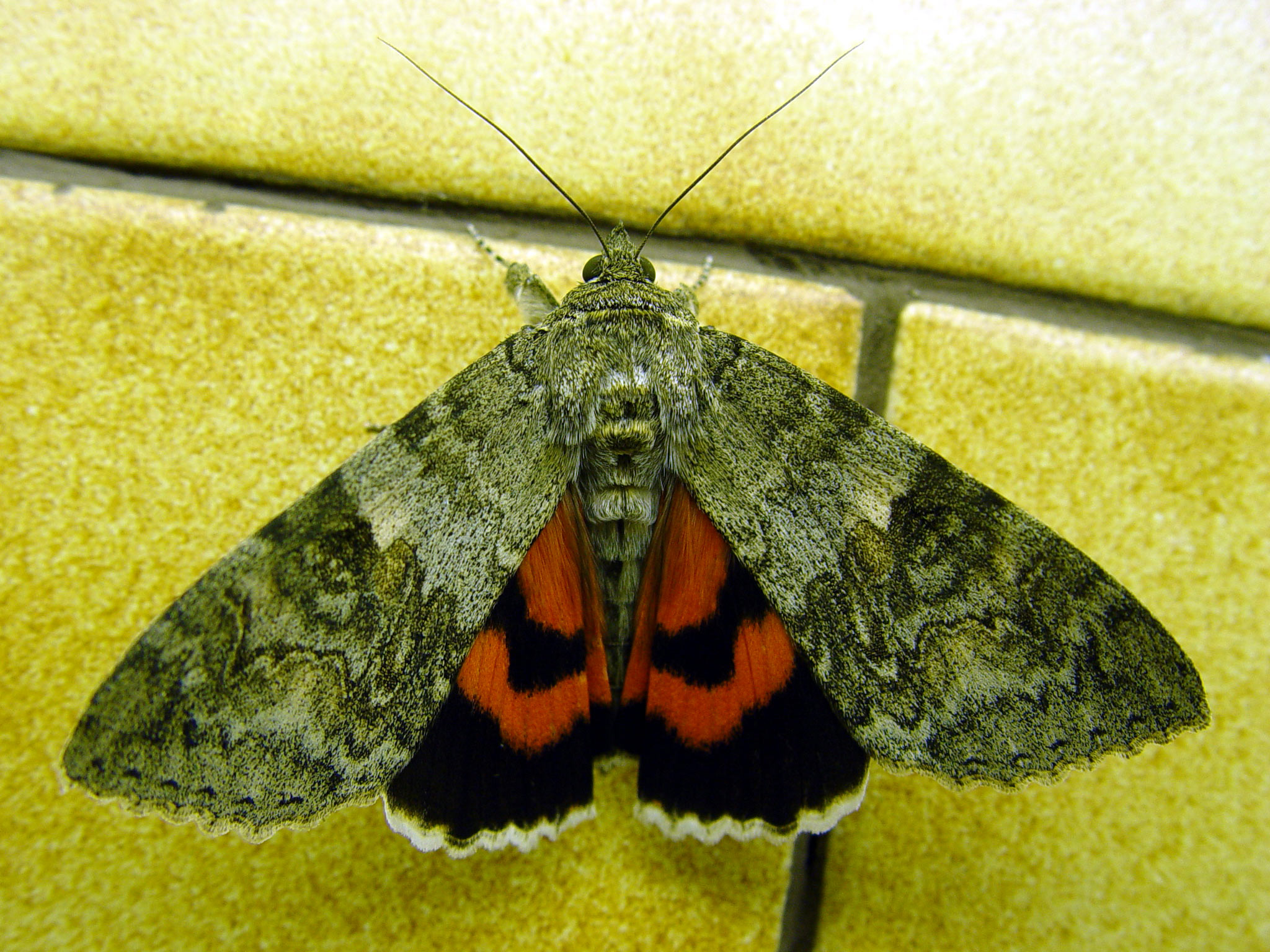
Catocala nupta, Red Underwing, a noctuid moth.

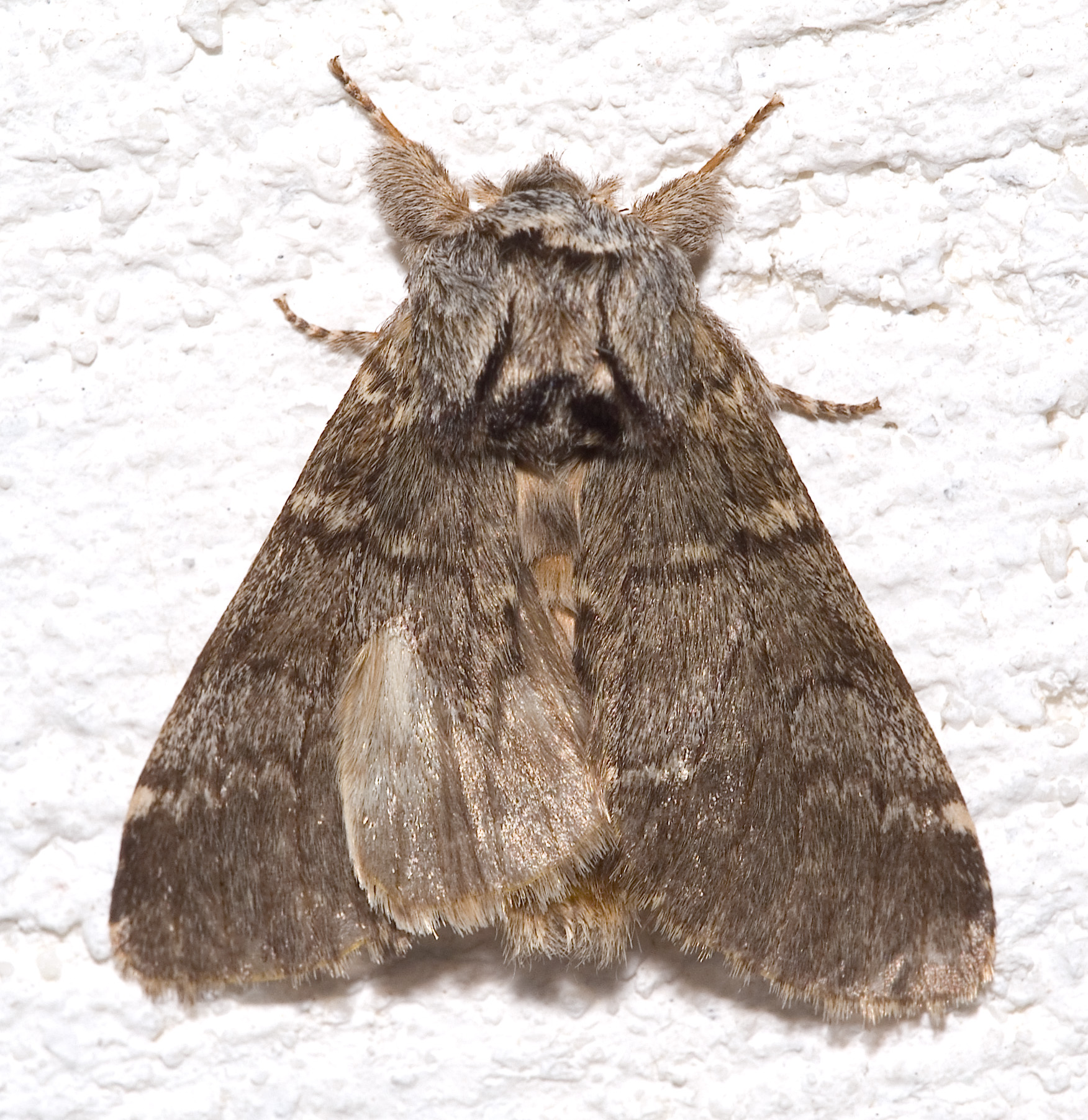
Drymonia ruficornis, a notodontid moth.

- Liên họ Calliduloidea
  - Họ Callidulidae
- Liên họ Geometroidea
  - Họ Sematuridae
  - Họ Uraniidae
  - Họ Geometridae
- Liên họ Hedyloidea
  - Họ Hedylidae
- Liên họ Hesperioidea
  - Họ Hesperiidae
- Liên họ Papilionoidea
  - Họ Lycaenidae
  - Họ Nymphalidae
  - Họ Papilionidae
  - Họ Pieridae
  - Họ Riodinidae
- Liên họ Drepanoidea
  - Họ Epicopeiidae
  - Họ Drepanidae
- Liên họ Bombycoidea
  - Họ Anthelidae
  - Họ Bombycidae
  - Họ Brahmaeidae
  - Họ Carthaeidae
  - Họ Endromidae
  - Họ Eupterotidae
  - Họ Lasiocampidae
  - Họ Lemoniidae
  - Họ Mimallonidae
  - Họ Mirinidae
  - Họ Saturniidae
  - Họ Sphingidae
- Liên họ Cimelioidea
  - Họ Cimeliidae
- Liên họ Noctuoidea
  - Họ Arctiidae
  - Họ Doidae
  - Họ Lymantriidae
  - Họ Micronoctuidae
  - Họ Noctuidae
  - Họ Nolidae
  - Họ Notodontidae
  - Họ Oenosandridae
  - Họ Pantheidae